# Mazeuil
Mazeuil – miejscowość i gmina we Francji, w regionie Nowa Akwitania, w departamencie Vienne.
Według danych na rok 1990 gminę zamieszkiwały 273 osoby, a gęstość zaludnienia wynosiła 20 osób/km² (wśród 1467 gmin regionu Poitou-Charentes, Mazeuil plasuje się na 737. miejscu pod względem liczby ludności, natomiast pod względem powierzchni na miejscu 646.).